# Julian Lakes
Die Julian Lakes sind ein See im Zentrum des australischen Bundesstaates Tasmanien.
Sie sind die Quelle des Ouse River im zentralen Hochland nordöstlich des Walls-of-Jerusalem-Nationalparks. Obwohl der Name auf mehrere Seen hinweist, handelt es sich dabei um einen einzigen See, der aber durch eine lange Halbinsel von Süden in zwei schmale Arme geteilt wird. Der Ouse River entsteht im östlichen Arm.